# Ahmed Jaszavi hodzsa mauzóleuma
Ahmed Jaszavi hodzsa mauzóleuma (kazakul: Қожа Ахмет Яссауи кесенесі, Qoja Ahmet İassaui kesenesı) egy mauzóleum a dél-kazahsztáni Türkisztán városában. Az építményt 1389-ben a kor legnagyobb uralkodója, Timur Lenk építtette a híres türk költő és szúfi misztikus, Ahmed Jaszavi hodzsa (1093-1166) kisebb, 12. századi mauzóleuma helyére. Az építkezés azonban Timur 1405-ben bekövetkezett halálával leállt.
Hiányos állapota ellenére a mauzóleum az egyik legjobb állapotban fennmaradt a timurida építmények közül. Létrehozása a timurida építészeti stílus kezdetét jelezte. A kísérleti térrendezés, a boltozat és a kupolaszerkezetek innovatív építészeti megoldásai, valamint a mázas csempékkel készült díszítések az építményt e jellegzetes művészet prototípusává tették, amely aztán az egész birodalomban és azon túl is elterjedt.
A vallási építmény továbbra is vonzza a zarándokokat egész Közép-Ázsiából, és a kazah nemzeti identitás megtestesítőjévé vált. Nemzeti műemlékként védett, az UNESCO pedig Kazahsztán értékei közül elsőként nyilvánította 2003-ban a világörökség részévé.

## Építészeti jellemzői
Ahmed Jaszavi hodzsa mauzóleumának befejezetlen állapota, különösen a bejárati kapu és a belső tér egyes részei lehetővé teszik az emlékmű tervezésének és építésének átfogóbb építészeti vizsgálatát. Az építmény alaprajza téglalap alakú, mérete 45,8 × 62,7 méter, magassága 38,7 méter. Délkeletről északnyugati irányba tájolt.
Az épülethez használt elsődleges anyag a gancs, ami habarccsal, gipsszel és agyaggal kevert égetett tégla, ezt egy Szauranban található műhelyben készítettek. Az eredeti alapozáshoz 1,5 m mélységű agyagréteget használtak, hogy megakadályozzák a víz behatolását. Ezeket a modern helyreállítási munkálatok során vasbetonra cserélték. A mauzóleum monumentális, ám befejezetlen íván főbejárata délkelet felől nyílik, amelyen keresztül a látogatók a 18,2 × 18,2 méteres főcsarnokba jutnak, amelyet Kazandyk (rézterem) néven ismernek. Az épület ezen részét Közép-Ázsia legnagyobb fennmaradt téglakupolája fedi, amelynek átmérője szintén 18,2 méter. A Kazandük közepén egy bronz üst található, amelyet vallási célokra használtak. Jaszavi sírja a központi tengely mentén, az épület északnyugati végén található, a szarkofág pontosan a szekció közepén helyezkedik el, amely kettős kupolával bordázott tetővel rendelkezik; a belső kupola átmérője 17 méter, a külső kupola pedig 28 méter . A kupola külsejét hatszögletű, zöld mázas csempék borítják arany mintákkal. A belső teret alabástrom mukarnaszok, azaz sztalaktitboltozatok díszítik. Az építmény összesen 35 helyiségből áll, többek között tárgyalótermek, étkező, könyvtár és mecset is található benne, utóbbiban a falakon lévő világoskék geometrikus és virágos díszítés töredékei is fennmaradtak. A mauzóleum külső falait mázas csempék borítják, amelyek geometriai mintákat alkotnak a Koránból származó kufikus és szulsz írással felírt díszítésekkel. A kezdeti tervek szerint az épülethez két minaret is készült volna, de ez nem valósult meg, mivel az építkezést 1405-ben leállították.

## Jelentősége

### Építészeti hatása
A mauzóleum építése fontos előrelépést hozott az építési technológia terén, a különféle boltozatos szerkezetek és művészeti újítások tekintetében addig felülmúlhatatlannak tűnő rekordokat mutatva fel. A mauzóleum felállításából származó vívmányok, valamint a zene, a kalligráfia, a perzsa miniatúra festészet, az irodalom és a különböző tudományos törekvések Timuridák általi pártfogása egy sajátos iszlám művészeti stílust szült, amelyet timurida stílus néven ismerünk.
A tágas építmény sugaras irányú szimmetrikus tervet alkalmazott a térelrendezéshez. A precíz építkezés által létrehozott vizuális egyensúly a Timurida-épületek jellegzetes esztétikai jellemzőjévé vált, amelyet később az indiai mogul építészet is átvett, különösen Humájun császár síremléke és a Tádzs Mahal építményeiben és kertjeiben figyelhető meg a hatása, amelyeket Timur leszármazottai rendeltek meg.
A mauzóleumban alkalmazott kettős kupola technikája tette lehetővé a Timurida-korszak hatalmas kupoláinak felépítését .A kupolát a négyzetes, nyolcszögletes vagy 16 oldalú alapról a kupoladobra való átmenetet lehetővé tevő sarokmerevítők alkalmazásával hozták létre. A mauzóleum főkupolája a mai napig a legnagyobb még létező téglakupola Közép-Ázsiában.
A mázas csempék, a mozaikok, a mintás téglák és az iszlám kalligráfia használata szintén nagy hatással volt a későbbi építészekre. A fazekas technikák fejlődése lehetővé tette a különböző díszítőfunkciókra használt mázas csempék tömeges gyártását. A csempemunkákat arra is használták, hogy eltakarják az épület szerkezeti illesztéseit. A türkizkék és az azúrkék szín használata, mint a számos építmény kiemelkedő színe, a közép-ázsiai sivatag ragyogó napfényével való kontrasztot hivatott megteremteni. A csempék és a sztalaktitboltozatok alkalmazása erős iráni hatást tükröz, ahonnan Timur számos építésze származott. A burkolt felületek vizuális hatásokat hoznak létre annak függvényében, hogy a szemlélő hogyan tekint az épületre, és hogyan „olvassa” a kalligrafikus üzeneteket.
A mauzóleum építése egy olyan időszakban történt, amikor Timur politikai ideológiája számos más közép-ázsiai városban építési hullámot indított el, ami lehetővé tette az eszmék és technikák áramlását a birodalomban. A meghódított városok építőmesterei és munkásai is összegyűltek az építkezéseken, majd a tudásukat magukkal vitték a különböző területekre. A perzsa építészek alkalmazása a nagyobb építkezések vezetésében perzsa elemek beemelését eredményezte a timurida stílusba. Ez és a Timuridák általános művészetpártolása az iráni kultúra legnagyobb mecénásaivá tette őket.
Ahmed Jaszavi hodzsa mauzóleumának elkészítése során megvalósított mérföldkőnek számító építészeti és művészeti megoldásokat azonnal felhasználták más építkezésekben, például a korabeli munkákban Szamarkandban, Herátban, Meshedben, Khargirdben, Tádzsábádban, Bakuban és Tebrizben. Úgy gondolják, hogy a timurida építészet csúcsát a szamarkandi épületekben lehetett megtalálni. Timur mind világi, mind vallási műemlékekkel, valamint kertek sokaságával töltötte meg fővárosát, amelyek kőfalakkal és padlóval díszített, bonyolult mintákkal és arannyal, selyemmel és szőnyegekkel berendezett palotákkal rendelkeztek. Ezek között vannak: 
- Bibi-Khanum mecset: 1404-es elkészültekor a világ legnagyobb mecsetének számított. Timur monumentális hatásra és színpadias elrendezésre való törekvését mutatja.
- Gúr-e Mir-mauzóleum: Timur temetkezési helye; a függőleges hatás elérése érdekében kettős héjkupolát tartalmaz.
- Sáh-i Zinda: a Timuridák által ismert összes csempetechnika csúcsát bemutató temetkezési komplexum.
- Regisztán: a timurida építészet csúcspontjának tekinthető széles tér, amely előtt három medresze (iszlám iskola) tornyos épülete áll, még ha egyiket sem maga Timur rendelte meg, hanem utódai, Ulugbek és Jalangtusz kormányzó építtette őket egy későbbi időszakban.[11]

A mauzóleumot tehát prototípusnak tekintik, amely egy új építészeti stílus kezdetét jelzi, amely a szamarkandi műemlékekben csúcsosodott ki, de az évszázadok alatt folyamatosan fejlődött, mint az indiai mogul építészet esetében. A Timuridák kiemelkedő építészeti teljesítményét egy Timur egyik épületéről származó arab közmondás foglalja össze: „Ha tudni akarsz rólunk, figyeld meg épületeinket.” Az UNESCO ezért is ismerte el 2003-ban a mauzóleumot a világörökség részeként, miután ugyanezt a nemzetközi elismerést Szamarkand,  Humájun sírja és a Tádzs Mahal is megkapta.

### Vallási és kulturális hatása
A Timur által megrendelt nagyobb mauzóleum tovább növelte a szentély vallási jelentőségét. A Kazak Kánság idején uralkodók és kiemelkedő személyiségek választották az emlékmű közvetlen közelében való temetkezést. A mauzóleum szent híre külföldre is eljutott. A 16. század elején Ujájdullah kán, a szomszédos Üzbég Kánság uralkodója megállt a mauzóleumban a Bábur sah elleni csatája előtt, aki később a Mogul Birodalom alapítója lett. Megesküdött, hogy ha győztesen kerül ki a csatából, uralma teljes mértékben a saría törvényeit fogja követni.
Annak ellenére, hogy a szovjet korszakban az emlékművet nyilvánosan bezárták, a mauzóleum a rendelet feloldása után is vonzotta a zarándokokat. A mauzóleum egészen a jelenkorig a kazak muszlimok zarándokhelye maradt, így Türkisztán városa a második Mekka lett a közép-ázsiai muszlimok számára, a mauzóleum fontosságát a város számára bizonyítja Türkisztán korábbi neve, a Hazrat-e Türkisztán, ami szó szerint annyit tesz: „Turkesztán szentje”, ami közvetlen utalás Jaszavira.
A korábbi Kazak Kánság fővárosaként, ahol a különálló kazak nemzetiség kialakult, Türkisztán továbbra is a modern Kazahsztán kulturális központja. A szúfi teológus és a kánság kazak nemességének temetkezési helyeként a mauzóleum tovább növelte a város presztízsét. A kazah nemzet és a közép-ázsiai iszlám hit fennmaradása a modern korban a város történelmi és kulturális jelentőségét bizonyítja, amelynek középpontjában ez az épület áll.  Az iszlám világ egyik legnagyobb mauzóleumaként tartották számon, amely máig fennmaradt, és a térségben mind a hit, mind az építészeti teljesítmény jelentős emlékműve maradt.

## Galéria

Az épület alaprajza
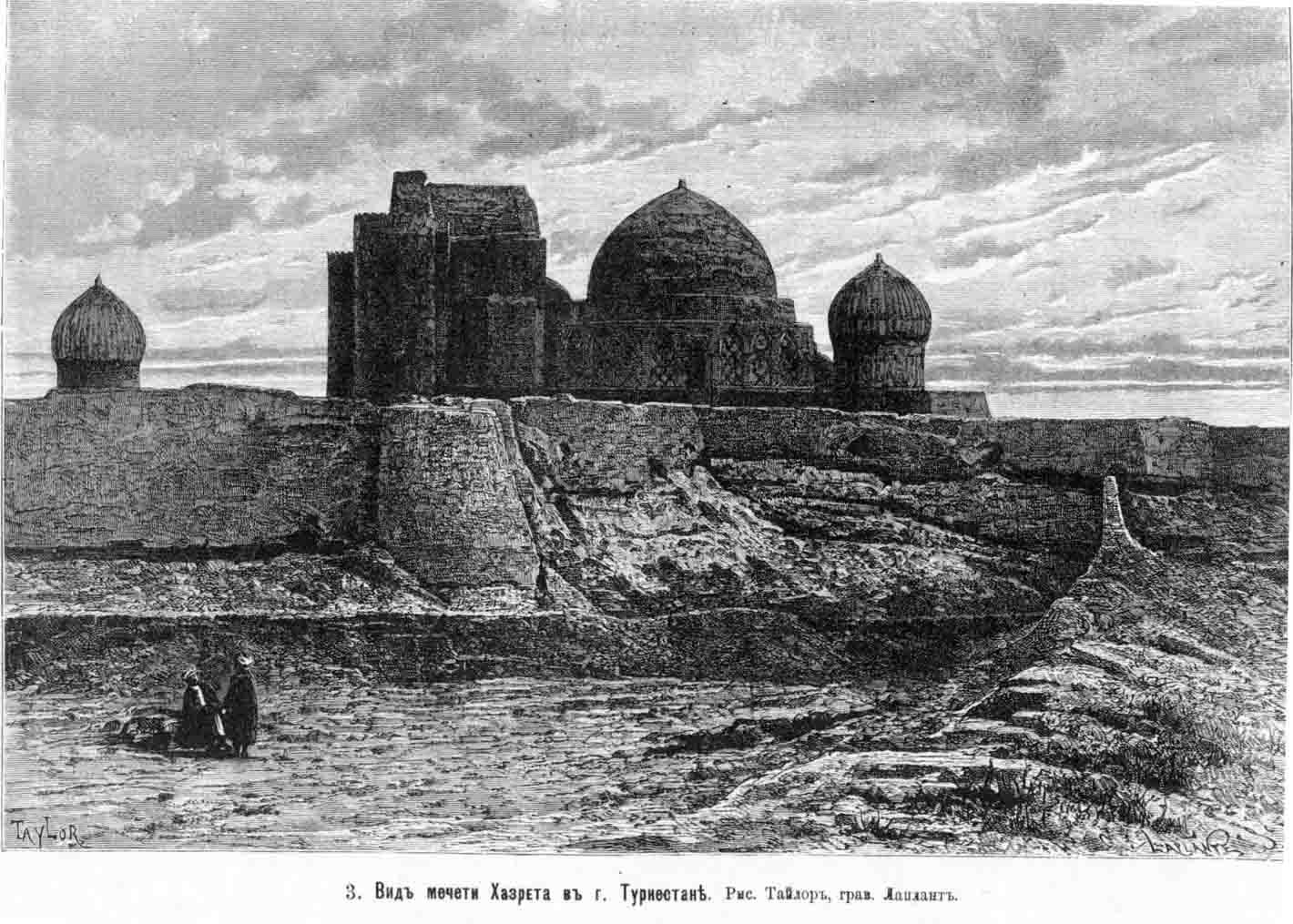
1879 körül
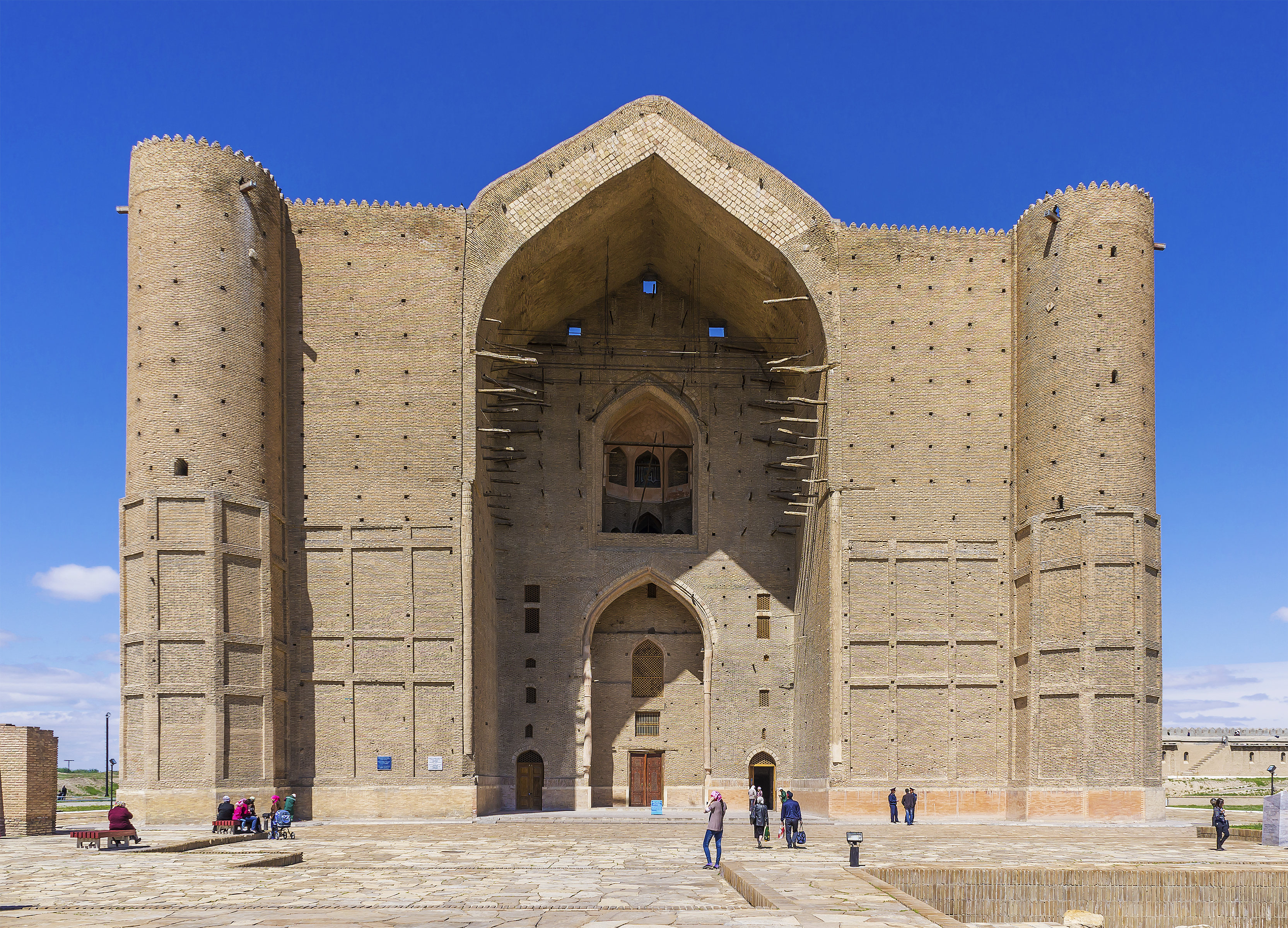
A főhomlokzat félkész ívánja
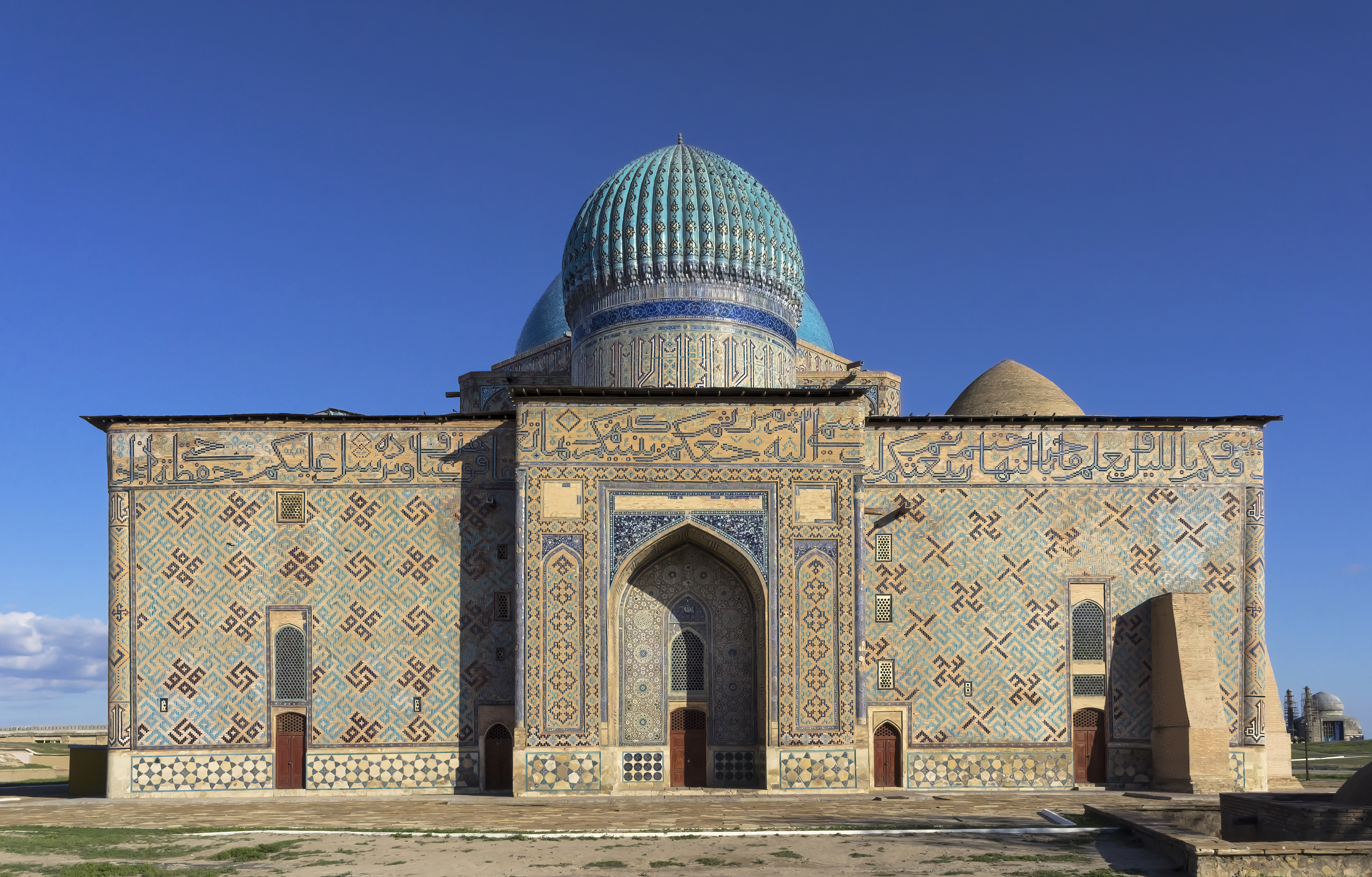
Az épület hátulról
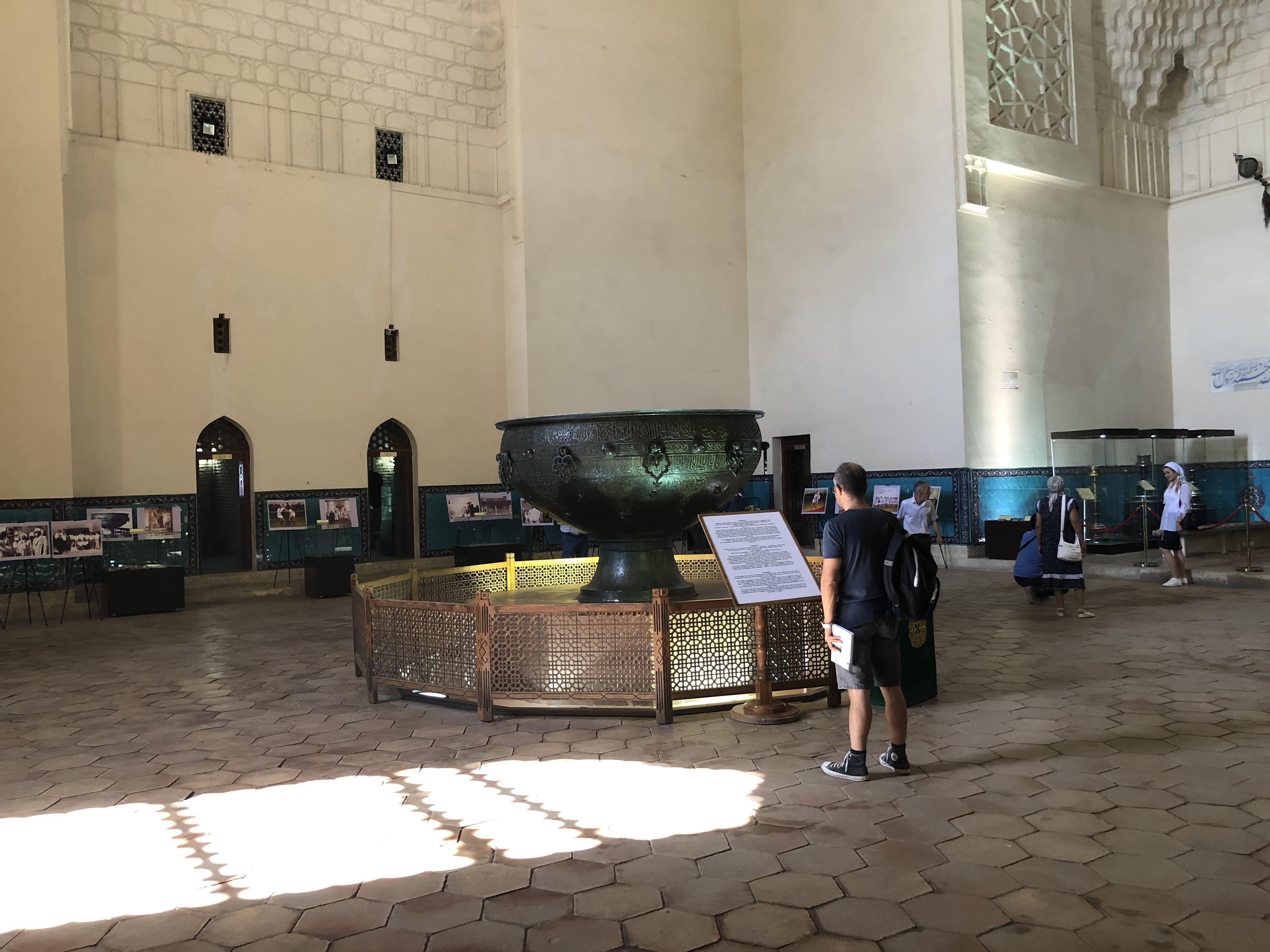
Az épület belseje a nagy rézüsttel
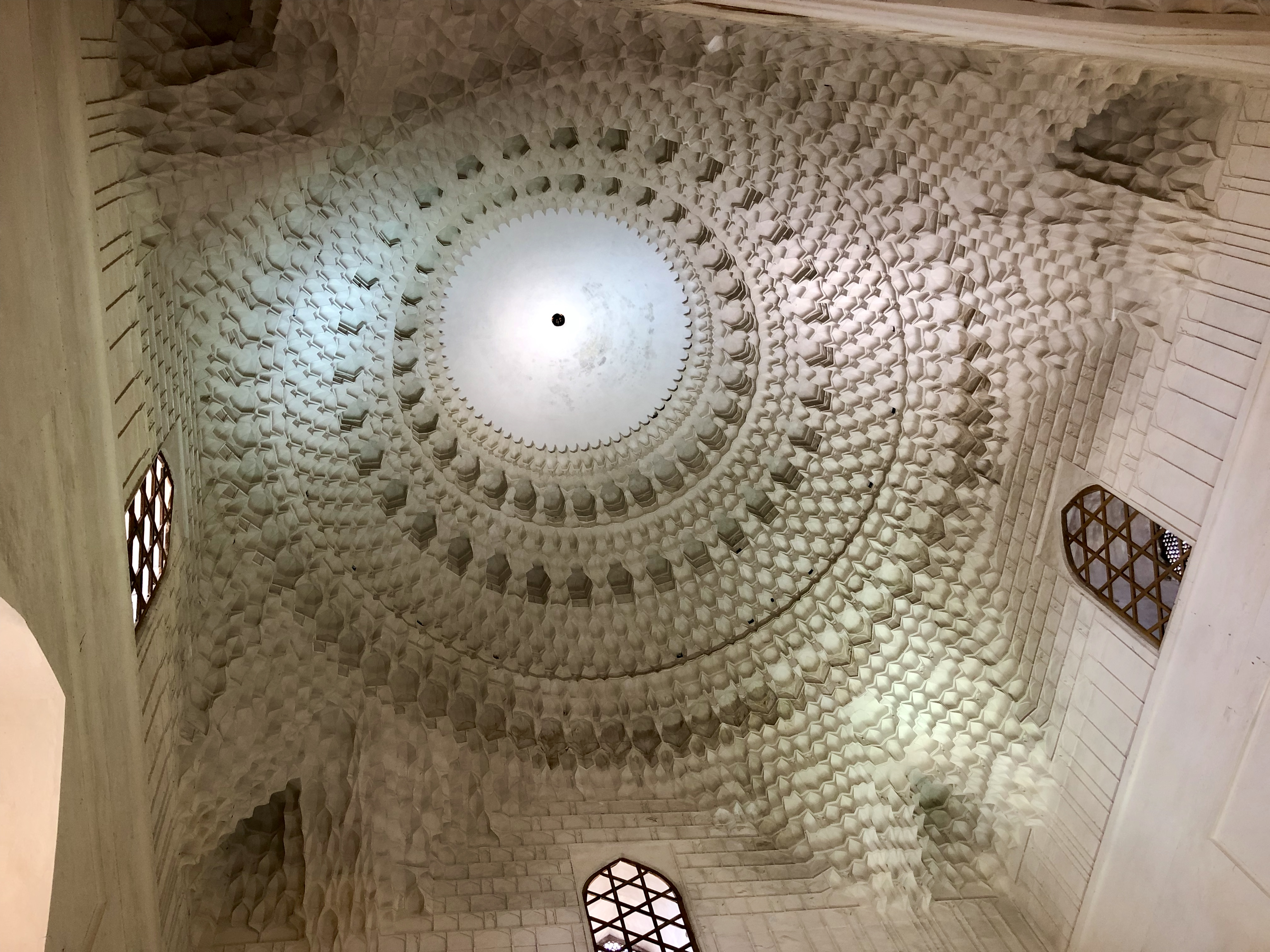
A nagykupola belseje
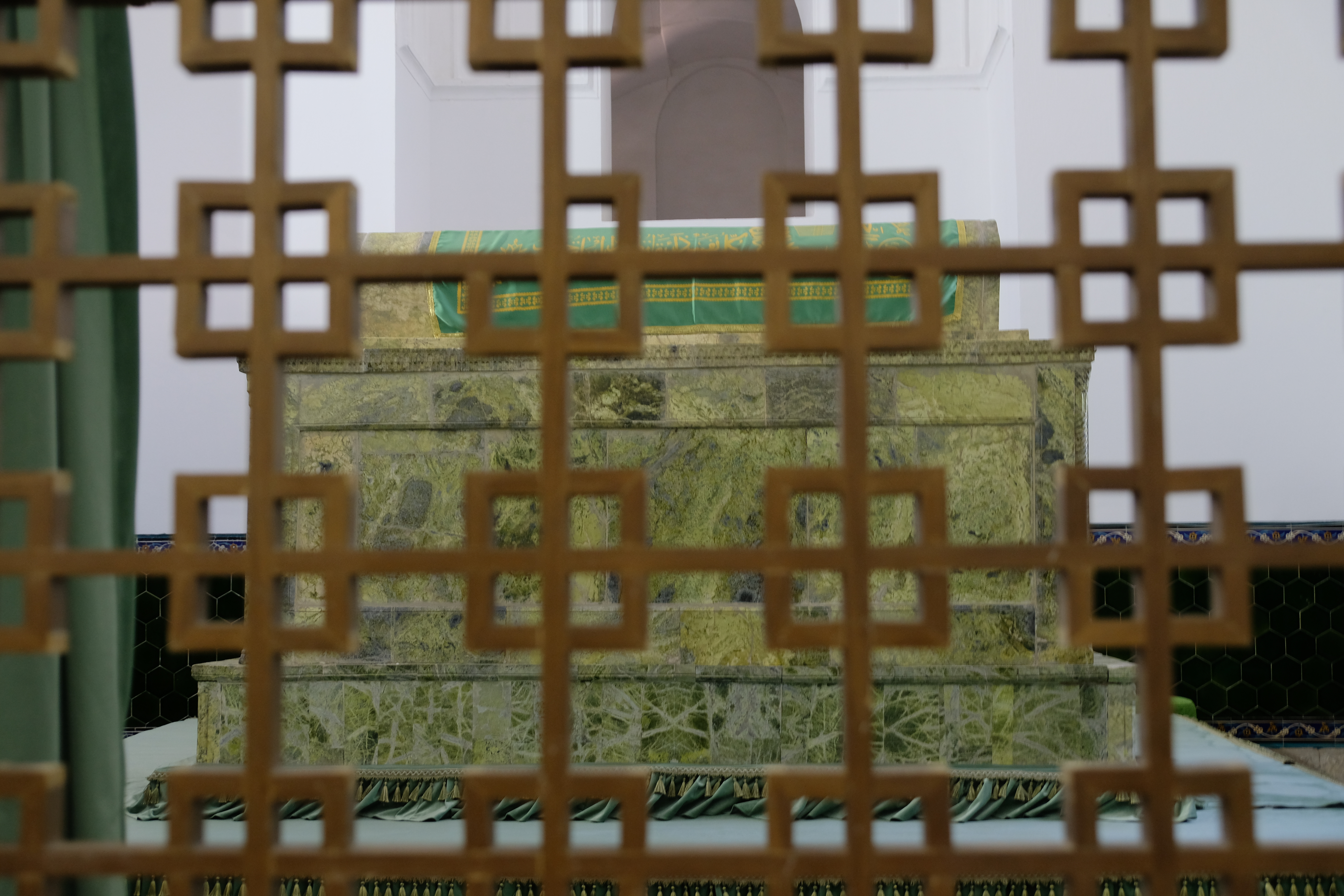
Ahmed Jaszavi sírja
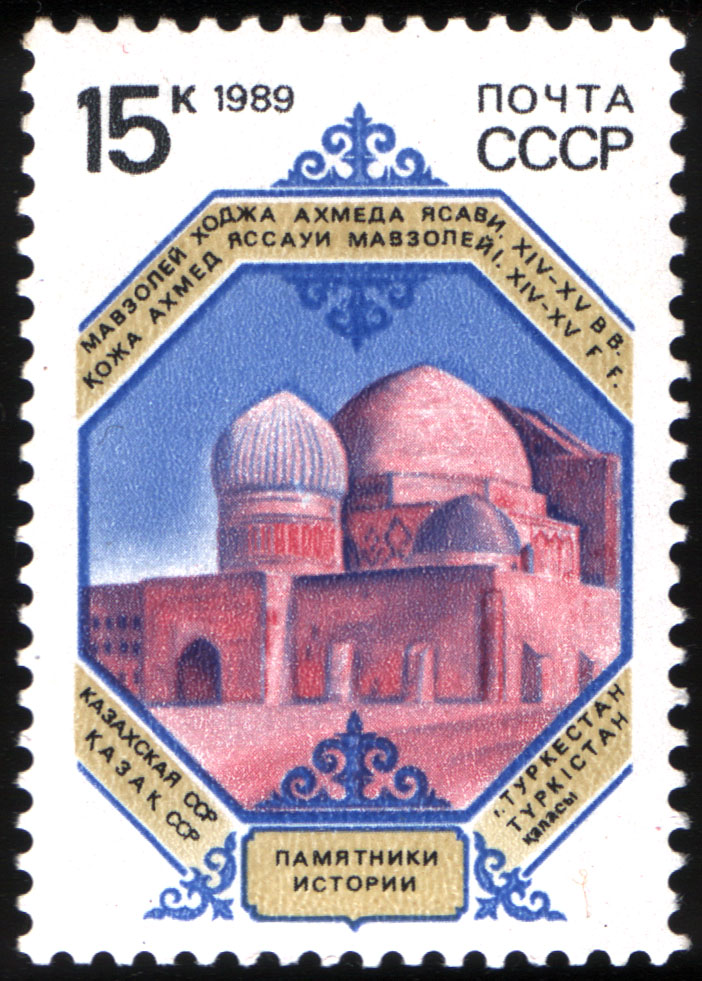
1989-es szovjet bélyegen
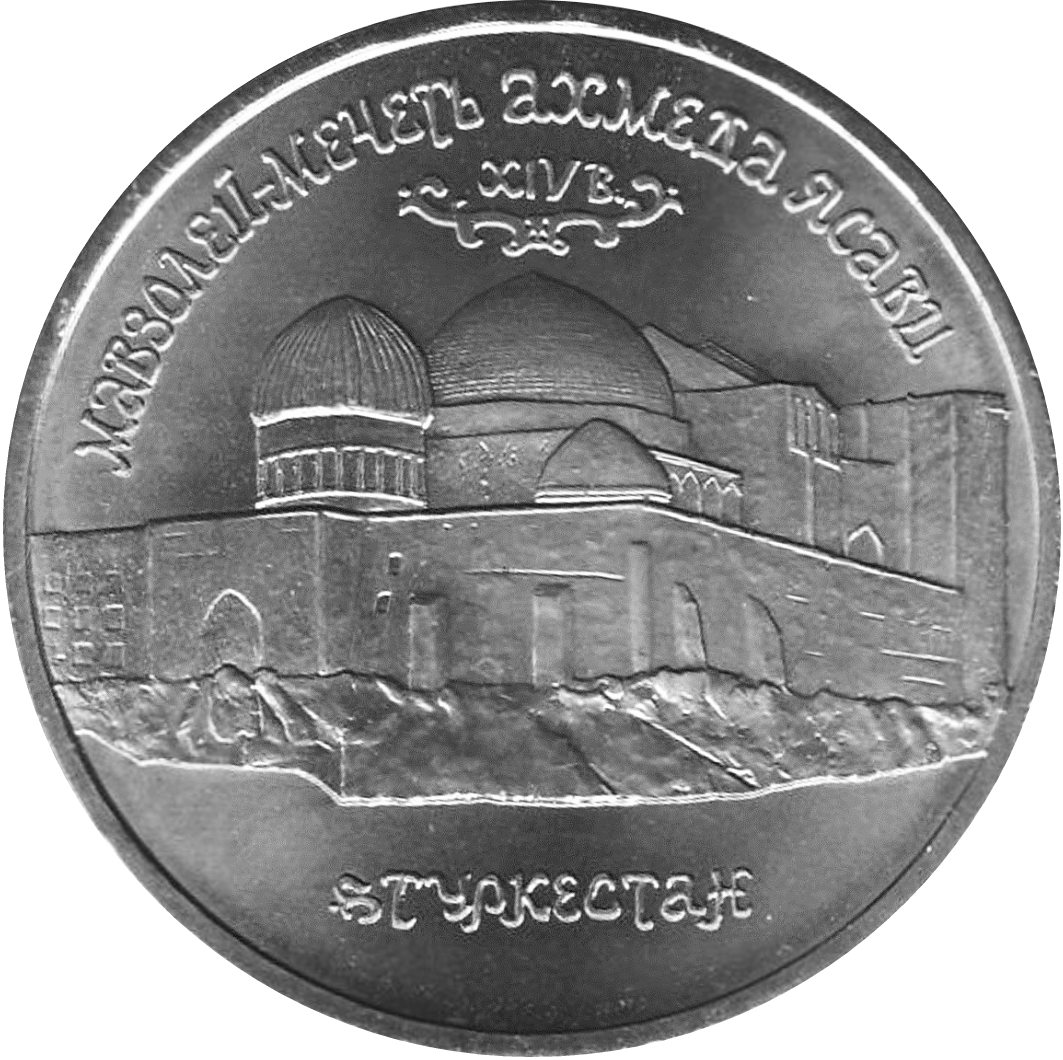
1992-es orosz 5 rubeles emlékérmén

## Fordítás
- Ez a szócikk részben vagy egészben  a   Mausoleum of Khoja Ahmed Yasawi című angol Wikipédia-szócikk ezen változatának fordításán alapul.  Az eredeti cikk szerkesztőit annak laptörténete sorolja fel. Ez a jelzés csupán a megfogalmazás eredetét és a szerzői jogokat jelzi, nem szolgál a cikkben szereplő információk forrásmegjelöléseként.